# Wacław Świeciński
Wacław Jan Świeciński ps. „Brzeski”, „Dzięcioł”, „Ksawery”, „Stwosz”, „Tarzan”, „Tol”, „Tuwar” (ur. 15 kwietnia?/27 kwietnia 1896 w Kijowie, zm. 1 czerwca 1978 w Warszawie) – podpułkownik dyplomowany artylerii Wojska Polskiego i pułkownik Narodowych Sił Zbrojnych, członek Konfederacji Zbrojnej, Związku Walki Zbrojnej-Armii Krajowej.

## Życiorys
Urodził się w rodzinie Jana i Marii z Krzyżanowskich. W latach 1907–1914 uczył się w Korpusie Kadetów w Kijowie, gdzie uzyskał maturę. Po wybuchu I wojny światowej ukończył Konstantynowską Szkołę Podchorążych Artylerii w Piotrogrodzie. Następnie od maja 1915 r. do listopada 1917 r. walczył w armii rosyjskiej jako oficer ogniowy i dowódca baterii 100 Brygady Artylerii Polowej. Wskutek kontuzji otrzymał urlop i wstąpił na Wydział Architektury Politechniki Kijowskiej.
Od 19 lutego 1919 r. był członkiem Polskiej Organizacji Wojskowej jako oficer do zleceń specjalnych Komendy Naczelnej. Potem jako dowódca batalionu uczestniczył w akcji niepodległościowej na Wołyniu. Jesienią 1919 r. przedostał się do Warszawy i podjął studia na Politechnice Warszawskiej, ale po kilku tygodniach wstąpił ochotniczo do Wojska Polskiego.
Zweryfikowany w stopniu kapitana, objął 20 października 1919 r. stanowisko dowódcy baterii w 12 pułku artylerii ciężkiej, a 26 października 1920 r. – dowódcy dywizjonu w 14 pułku artylerii polowej. Uczestniczył wówczas w walkach z bolszewikami na froncie wołyńskim i litewsko-białoruskim.
Po zakończeniu wojny polsko-rosyjskiej pozostał w wojsku. Dowodził dywizjonem w 14 pułku artylerii polowej. W 1923 r. pełnił obowiązki dowódcy II dywizjonu 7 pułku artylerii ciężkiej w Poznaniu. 13 października 1923 r. został przydzielony do Wyższej Szkoły Wojennej w Warszawie, w charakterze słuchacza Kursu Normalnego 1923–1925. Z dniem 3 października 1925 r., po ukończeniu kursu i uzyskaniu tytułu oficera Sztabu Generalnego, został przeniesiony do kadry oficerów artylerii przy Departamencie III Ministerstwa Spraw Wojskowych z równoczesnym przeniesieniem służbowym do Oddziału IV Sztabu Generalnego na okres 6 miesięcy. Następnie został skierowany do Dowództwa Okręgu Korpusu Nr VII w Poznaniu, jako kierownik referatu wyszkolenia. 3 maja 1926 r. został mianowany majorem ze starszeństwem z dniem 1 lipca 1925 r. i 21. lokatą w korpusie oficerów artylerii. 7 grudnia 1926 r. został przeniesiony do 20 pułku artylerii polowej w Prużanie na stanowisko dowódcy III dywizjonu. 26 kwietnia 1928 został przeniesiony macierzyście do kadry oficerów artylerii z równoczesnym przydziałem do dowództwa 20 Dywizji Piechoty w Słonimiu na stanowisko oficera sztabu. 18 czerwca 1930 r. otrzymał przeniesienie do dowództwa 18 Dywizji Piechoty w Łomży na stanowisko szefa sztabu. Z dniem 2 kwietnia 1932 r. skierowany został na pięciomiesięczny II kurs doskonalący oficerów artylerii w Szkole Strzelania Artylerii w Toruniu. Z dniem 20 września 1933 r. został przeniesiony do 18 pułku artylerii lekkiej w Ostrowi Mazowieckiej na stanowisko zastępcy dowódcy pułku. W 1937 r. został przeniesiony do 30 pułku artylerii lekkiej w Brześciu na stanowisko zastępcy dowódcy pułku. W wyniku zatargu z dowódcą Okręgu Korpusu Nr IX, gen. Franciszkiem Kleebergiem, został przeniesiony do jego dyspozycji. Z dniem 30 czerwca 1939 przeniesiony w stan spoczynku.
Po wybuchu wojny obronnej 1939 r. nie dostał przydziału wojskowego. 8 września zgromadził grupę żołnierzy z rozbitych oddziałów, z którymi dołączył do Grupy Operacyjnej Kawalerii gen. Andersa i został oficerem do zleceń. Uczestniczył w walkach z Niemcami i Sowietami do 24 września, kiedy to przebił się z grupą żołnierzy przez pierścień okrążenia i wrócił do Warszawy.
Po klęsce Francji włączył się do konspiracji. W czerwcu 1940 r. wstąpił do Związku Czynu Zbrojnego, w którym od 26 sierpnia tego roku objął funkcję oficera sztabowego. Po powstaniu Konfederacji Zbrojnej, wojskowego pionu Konfederacji Narodu, został w niej szefem Oddziału III Operacyjno-Szkoleniowego Sztabu Głównego, którym kierował płk dypl. Tadeusz Kurcyusz ps. „Fiszer”. Po podporządkowaniu się KZ Związkowi Walki Zbrojnej był organizatorem i kierownikiem sekcji artylerii i biura studiów artyleryjskich w pionie operacyjnym KG ZWZ. Został wyróżniony przez Komendanta Głównego AK gen. Stefana Roweckiego i skierowany w maju 1942 r. na stanowisko szefa sztabu i zastępcy komendanta Okręgu Kieleckiego AK. Od 1 marca 1943 r. sprawował funkcję szefa Kedywu w sztabie Okręgu. 3 czerwca tego roku został wezwany do KG AK, od którego otrzymał zadanie objęcia funkcji organizatora akcji czynnej na Wołyniu w związku z planowaną akcją „Burza”. W październiku 1943 r. wystąpił z wnioskiem o zwolnienie do rezerwy.
Jednocześnie jeszcze latem 1943 r. nawiązał kontakt z Komendantem Głównym NSZ płk. dypl. T. Kurcyuszem. 1 listopada 1943 r., uzyskawszy półroczny urlop w AK, wstąpił do Narodowych Sił Zbrojnych i został zastępcą Komendanta Głównego i szefem sztabu KG NSZ. Koncentrował się przede wszystkim na pracach koncepcyjno-organizacyjnych, problemach walki bieżącej i akcji scaleniowej z AK. 20 grudnia 1943 r. mianowano go pułkownikiem NSZ. Po scaleniu NSZ z AK był przewidziany na nowego Komendanta Głównego NSZ i zarazem pełnomocnika dowódcy AK ds. scalenia. W rezultacie 20 kwietnia 1944 r. na spotkaniu z płk. dypl. T. Kurcyuszem zrezygnował z dotychczasowych stanowisk. Ukonstytuowana w tym czasie Rada Polityczna NSZ (reprezentująca część nie scaloną z AK) wydała dwa antydatowane rozkazy sygnowane przez płk. dypl. T. Kurcyusza, które informowały o zwolnieniu ppłk. dypl./płk NSZ W. Świecińskiego i mianowaniu mjr./ppłk. NSZ Stanisława Nakoniecznikowa-Klukowskiego ps. „Kmicic” p.o. Komendanta Głównego NSZ. Od W. Świecińskiego, który przybył na posiedzenie NSZ (nie scalonego), zażądano bezwarunkowej rezygnacji ze stanowiska. Ostatecznie nowy Komendant Główny NSZ rozkazem z 6 maja 1944 r. przywrócił W. Świecińskiego na stanowisko szefa sztabu, ale już w połowie tego miesiąca urlopował go, a na początku czerwca mianował z kolei inspektorem trzech Okręgów (IV, VII, XIV). 24 lipca 1944 r. Rada Polityczna NSZ powołała na stanowisko Komendanta Głównego NSZ gen. Tadeusza Jastrzębskiego ps. „Powała”, który tego samego dnia wyznaczył W. Świecińskiego swoim zastępcą i pełnomocnikiem na teren okupacji sowieckiej. 29 lipca Świeciński przedostał się na warszawską Pragę, skąd koordynował działalność czterech Okręgów (białostockiego, siedleckiego, lwowskiego i lubelskiego). Po upadku Powstania Warszawskiego przekazał żołnierzom tych Okręgów rozkazy, aby unikali poboru do Wojska Polskiego i przechodzili do drugiej konspiracji, a najbardziej zagrożeni ewakuowali się na Zachód. W końcu października 1944 r. przeniósł się do Lublina, gdzie próbował zorganizować Komendę Ziem Wschodnich NSZ, opierając się na komendach Okręgu i miasta Lublina.
4 stycznia 1945 r. został aresztowany przez UB pod fałszywym nazwiskiem Wacław Perz i umieszczony w więzieniu na Zamku w Lublinie, razem ze swoim ojcem i żoną Barbarą. Przesłuchiwany przez NKWD i UB początkowo nie został rozpoznany. Po stwierdzeniu kim naprawdę jest, przewieziono go do centralnego więzienia przy ul. Rakowieckiej w Warszawie. 6 lipca 1945 r. został oskarżony m.in. o najcięższe zbrodnie przeciwko państwu i „dążenie do obalenia demokratycznego ustroju”. Wojskowy Sąd Okręgowy w Warszawie skazał go 18 lipca na karę śmierci oraz utratę praw publicznych i obywatelskich na zawsze. Jednakże 27 lipca został ułaskawiony (mimo negatywnej opinii sądowej) przez dowódcę Warszawskiego Okręgu Wojskowego, gen. Włodzimierza Nałęcz-Gembickiego, który zamienił mu karę śmierci na 10 lat więzienia. Dzięki amnestii z 22 lipca 1947 r. karę skrócono do 5 lat, które spędził w więzieniach we Wronkach i Warszawie.
Wyszedł na wolność 27 lipca 1950 r. i zamieszkał w Radości, a później w Warszawie. Poddany ścisłemu nadzorowi ze strony UB, pozbawiony praw emerytalnych, pracował jako referent, a następnie kierownik działu w Przedsiębiorstwie Budownictwa Huty „Warszawa”. W 1961 r. przeszedł na rentę. Zmarł 1 czerwca 1978 r. w Warszawie.

## Ordery i odznaczenia
- Krzyż Srebrny Orderu Wojskowego Virtuti Militari nr 4623 (1922)[13][14]
- Krzyż Niepodległości z Mieczami[15]
- Krzyż Walecznych – trzykrotnie[15]
- Złoty Krzyż Zasługi (1935)[16]